# Konský dol

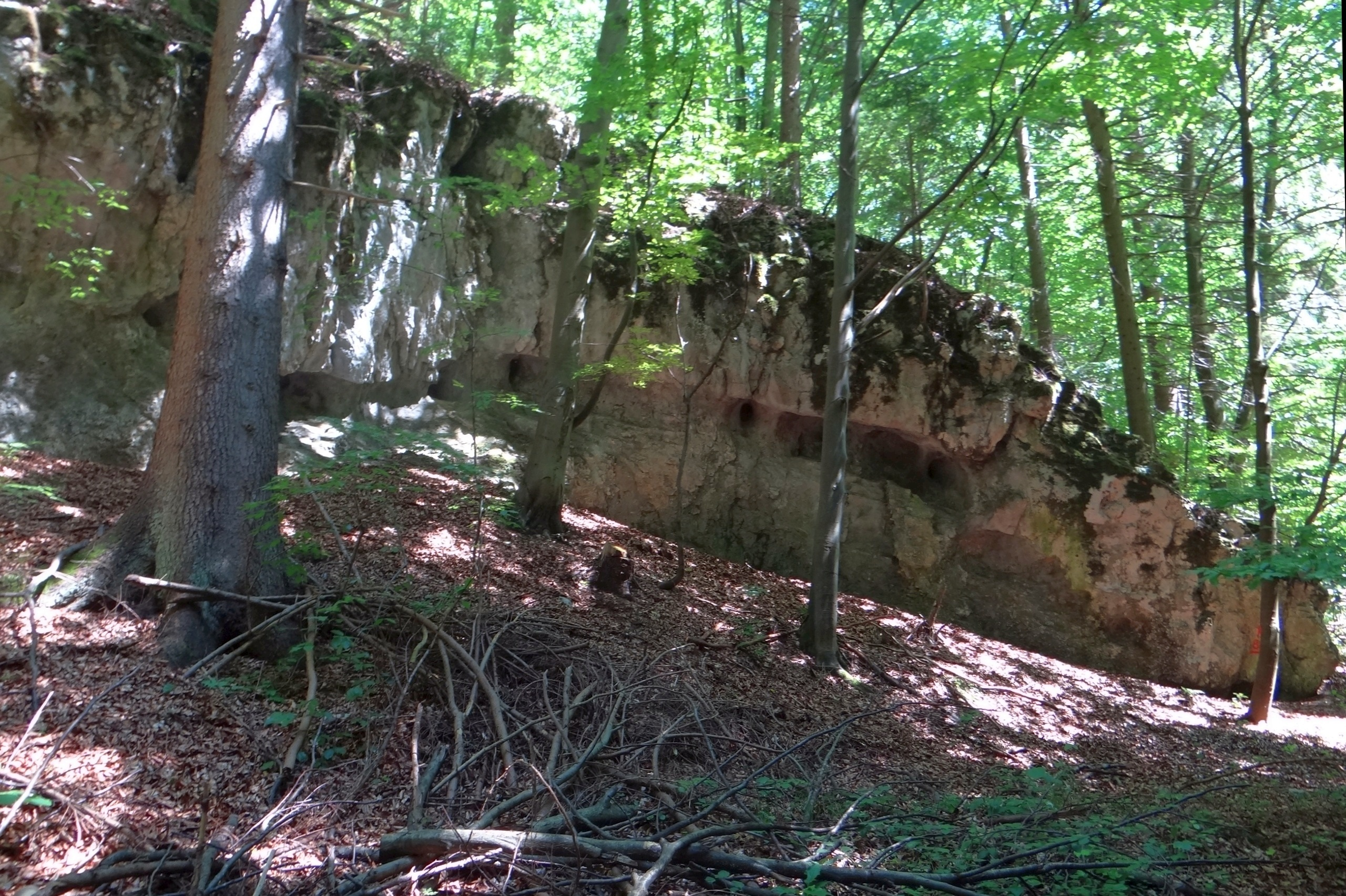

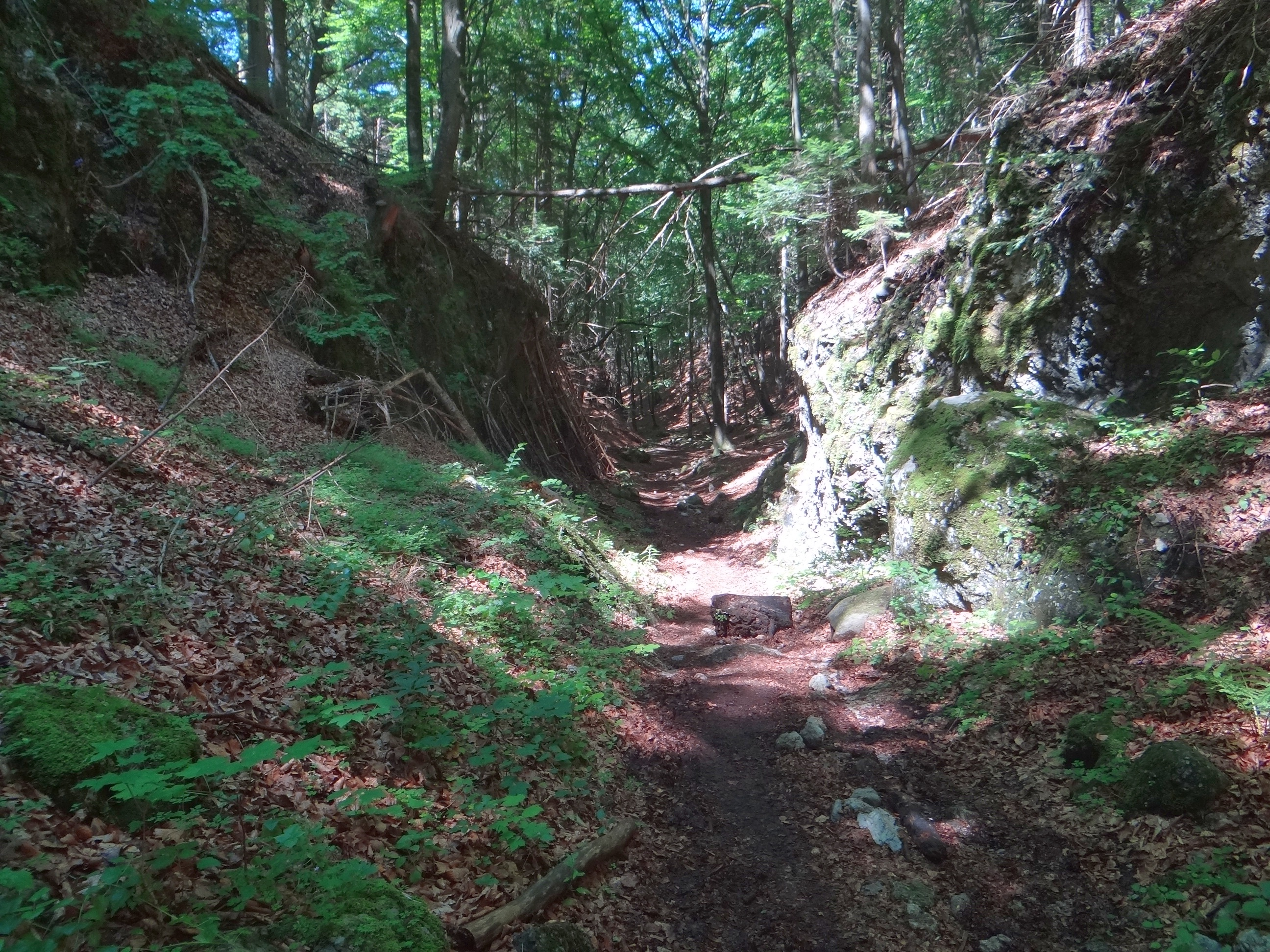

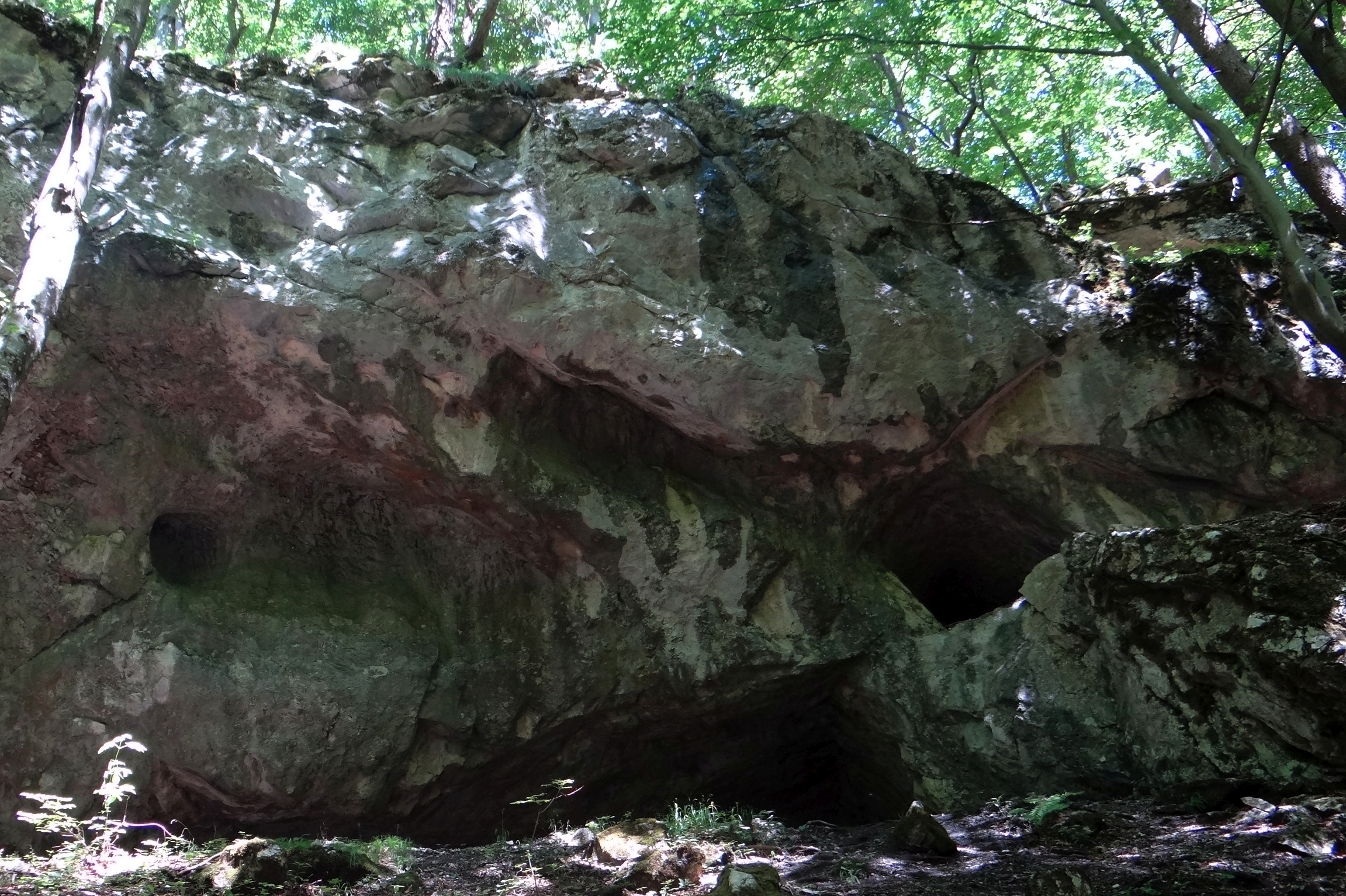

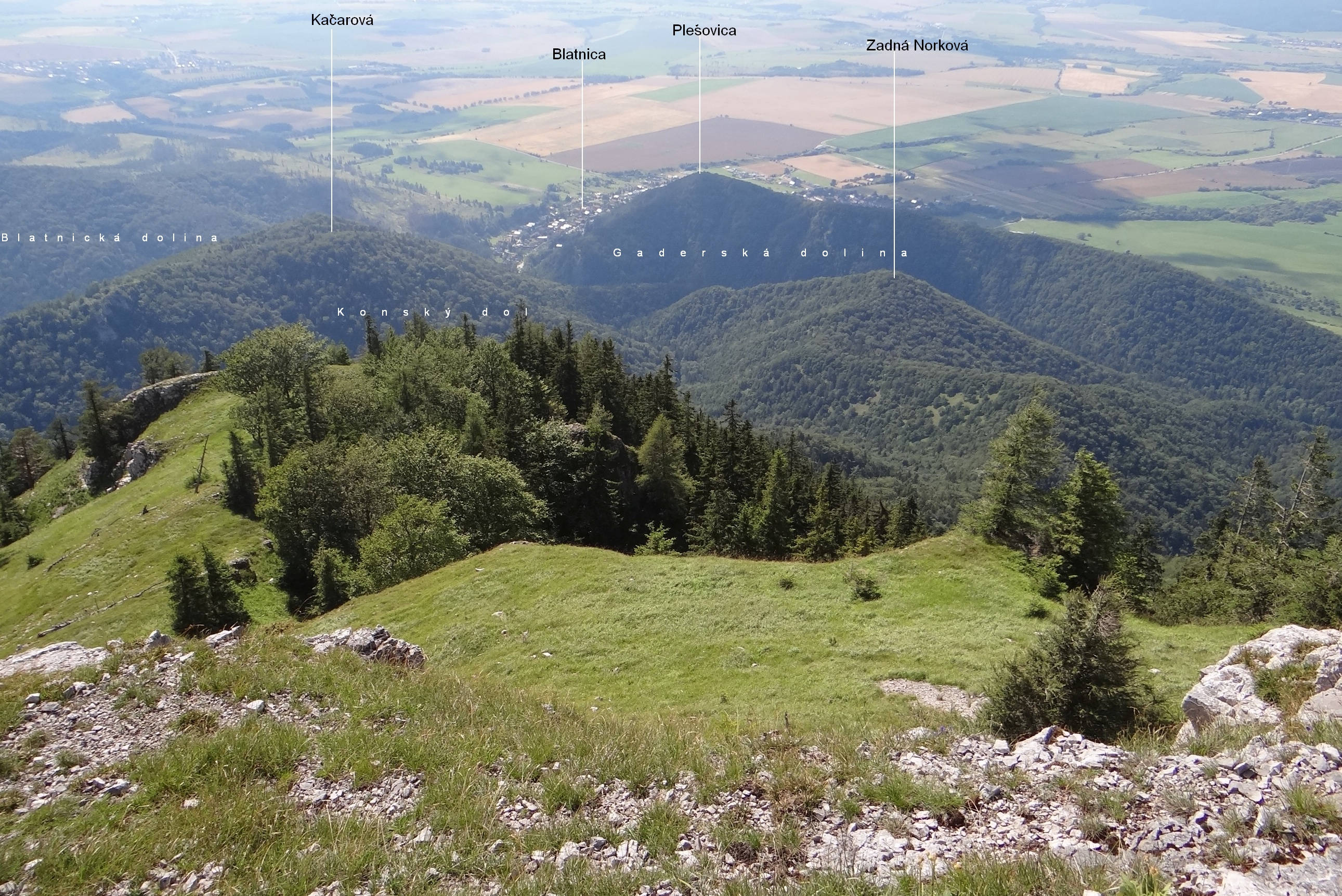

Konský dol – dolina w Wielkiej Fatrze na Słowacji.

## Położenie
Dolina leży w południowo-zachodniej części Wielkiej Fatry, w tzw. Skalnej Fatrze (słow. Bralná Fatra). Jest pierwszym prawym odgałęzieniem Doliny Gaderskiej. Od północy ogranicza ją masyw Tlstej i wybiegający od niej w kierunku zachodnim grzbiet zakończony skalistym wzniesieniem zwanym Norková, od południowego zachodu – masyw Ostrej i wybiegający odeń w kierunku północno-zachodnim grzbiet zwany Kočárová.

## Charakterystyka
Dolina utworzona jest w triasowych wapieniach i dolomitach płaszczowiny choczańskiej. Jest głęboko wcięta pomiędzy otaczające ją strome zbocza, na których widoczne są liczne formacje skalne. Układ warstw jest tu znacznie zaburzony: we wstępnej partii doliny na zboczach Ostrej widoczny jest przewrócony fałd. Dolina biegnie w kierunku południowo-wschodnim, wznosząc się dość bystro. Jej amfiteatralnie ukształtowane zamknięcie pomiędzy masywami Tlstej i Ostrej, obfitujące w skalne ściany i turnie, nazywane jest Muráne lub Muráň. Długość doliny wynosi ok. 3,5 km.
Dolina przez większą część roku jest bezwodna: w skrasowiałym podłożu wody spływają systemem szczelin głęboko pod powierzchnią gruntu. Z innych zjawisk krasowych należy wymienić również kilka jaskiń usytuowanych w jej górnych partiach. Są to Jaskinia Izabeli Textorisovej, Jaskinia Na Vyhni, Oblúkovitej jaskyňa nr 1, Široká jaskyňa nr 2, Tunel, Klepec.
Prawie całą dolinę porasta las, niewielkie polanki spotkamy jedynie w jej najniższej części. Skalne upłazki i niewielkie łączki wśród turni w wyższych partiach stoków porastają murawy z wielką liczbą gatunków wapieniolubnych, w tym z rzadkim astrem alpejskim.

## Turystyka
Doliną Konský dol, od jej wylotu do Doliny Gaderskiej aż prawie po jej zamknięcie (położony na wysokości ok. 1050 m Muráň), a następnie trawersem aż na szczyt Tlstej wiedzie niebiesko znakowany szlak turystyczny, nazwany imieniem zasłużonego działacza turystycznego Janka Bojmíra z Martina (słow. Chodník Janka Bojmíra). Do jej zamknięcia (do połączenia z ww. szlakiem niebieskim) wiodą również znaki żółte z Ostrej.
  rozdroże w Gaderskiej dolinie – Konský dol – Muráň (1050 m). Odległość 4,2 km, suma podejść 550 m, czas przejścia 1:40 h, z powrotem 1:10 h.